# 自給率
自給率（じきゅうりつ）とは、国や地域など一定の範囲内で消費される材料などの物品や、製品の材料や素材となる物品をその範囲内で自ら生産や産出し供給して、それらの全需要量を満たしているかを示す割合。
量の単位は重量、カロリー、価格など様々が用いられ、視点を変えた見方がなされる。重量ベース、カロリーベースなど量の単位に何を選択したかを伴い、その比率を多くの場合パーセントで表す。また「○○自給率」として、特定の分野や纏まったカテゴリーの物品・品目において示す指標ともなる。